# Il mostruoso uomo delle nevi
(Slogan promozionale)
Il mostruoso uomo delle nevi (in originale The Abominable Snowman) è un film di fantascienza del 1957 diretto da Val Guest e prodotto dalla Hammer.
Conosciuto per essere uno dei primi prodotti cinematografici basati sul mito dello Yeti, il film ha riscosso un discreto successo e rimane uno dei classici della Hammer.
La sceneggiatura di Nigel Kneale ripropone per il grande schermo The Creature, un dramma scritto da lui stesso per la BBC Television che narra la turbolenta avventura verso l'ignoto di un antropologo inglese attraverso l'Himalaya alla ricerca dell'abominevole uomo delle nevi.
La prima mondiale è del 26 agosto 1957 nel Regno Unito, su distribuzione Warner Brothers e Regal Films International. Successivamente altre edizioni sono state distribuite negli Stati Uniti d'America, ove la pellicola è stata tagliata di 6 minuti, e in Germania Ovest prima degli anni '60 divenendo un cult.

## Trama
Nelle lande desolate dell'Himalaya, il botanico inglese John Rollason, sua moglie Helen e il loro amico Peter Fox studiano erbe rare da molti anni. In una discussione col Dalai Lama, Rollason annuncia l’arrivo di una spedizione capitanata da Tom Friend con l’obiettivo di trovare lo yeti.
Nonostante il parere contrario della moglie Helen, il dottor Rollason decide di unirsi alla spedizione perché vorrebbe scoprire e studiare l’uomo delle nevi.
La spedizione, che conta cinque uomini (Kusan la guida locale, Ed Shelley collega di Tom e il fotografo McNee che diceva di aver già visto lo yeti oltre ai due sopracitati), si incammina per l’Himalaya. Alla prima tappa si accende  una discussione tra Rollason e Friend, perché il secondo trasporta armi e trappole per catture lo Yeti allo scopo di esibirlo in televisione. È proprio una trappola sistemata da Ed Shelley a ferire McNee il secondo giorno e a costringere la spedizione a una sosta forzata più in alto sull’Himalaya.
Durante la notte McNee, sentendo delle voci, allerta il resto della spedizione che subito imbraccia i fucili ed esce dalla tenda alla ricerca della fonte. McNee, paralizzato e incapace di emettere un suono, vede all’interno della tenda un arto dello Yeti entrare e rovistare tra gli oggetti. Sarà Kusan a far fuggire la creatura, entrando nella tenda e richiamando gli altri tre, i quali sopraggiungono e feriscono a morte la creatura.
Decisi a riportare la creatura al campo il giorno seguente, i cinque restano orfani di Kusan che scappa al campo base in preda al terrore. Il giorno seguente è il fotografo a fuggire dalla tenda, in preda alla follia causata dallo spavento il giorno prima. E mentre fugge da un nemico immaginario scivola da un precipizio e cade, morendo sul colpo.
Intanto al campo Helen decide, seguita da Fox, di partire alla ricerca del marito insieme ad alcuni sherpa rimasti lì, agitata dalla vista di un terrorizzato Kusan e dalle parole criptiche del Lama. La sera stessa i tre rimasti della spedizione decidono di tendere un agguato agli Yeti, poiché Tom è deciso a portarne uno vivo a casa, nella grotta dove han nascosto il corpo del primo. Ed decide di restare da solo a tendere la trappola montando una rete di metallo sull’entrata e aspettandoli imbracciando il suo fucile, mentre gli altri due aspettano nella tenda a causa di una forte tempesta di neve.
L’agguato fallisce poiché gli Yeti spezzano facilmente la rete, Ed cerca di sparare ma il fucile è scarico e muore di crepacuore. Rollason scopre che Friend l'aveva scaricato perché voleva un esemplare di yeti vivo. Friend e Rollason decidono quindi di barricarsi all’interno della grotta e aspettare l’indomani, ma Friend, impazzito probabilmente per il senso di colpa e lo scarso ossigeno, decide di uscire poiché sente l’amico chiamarlo. In preda all’agitazione spara alcuni colpi della sua pistola provocando una valanga che lo seppellisce a morte.
Rollason rimane solo e torna a barricarsi nella grotta, ma viene sorpreso da due Yeti che rivelano avere un volto umano ed essere innocui. Rollason sviene e viene rinvenuto il mattino dopo dalla moglie Helen, svegliata dal verso degli yeti e da esso condotta verso il dottore, quasi congelato. Hellen, Fox e gli sherpa riportano sano e salvo Rollason dal Dalai Lama.
Rollason, interrogato dal Lama, ammette la non esistenza dello Yeti; ma non si capisce se per amnesia o se per proteggerli da altri avidi esploratori.

## Lavorazione
La lavorazione si è svolta quasi interamente in Inghilterra, presso i Bray Studios (Berkshire) e Pinewood Studios (Londra) per le sequenze addizionali.
Le scene che ritraggono l'Himalaya sono state girate sul versante francese dei Pirenei.